# Spitz (chien)
Pour les articles homonymes, voir Spitz.
Le spitz ou chien de type spitz est une famille de chien caractérisée par une fourrure longue et épaisse, un museau plutôt pointu de longueur moyenne, des oreilles triangulaires (qui donnent l'origine du nom en allemand, spitz signifiant « pointu ») dressées et une queue enroulée ou incurvée en forme de faucille.

## Historique

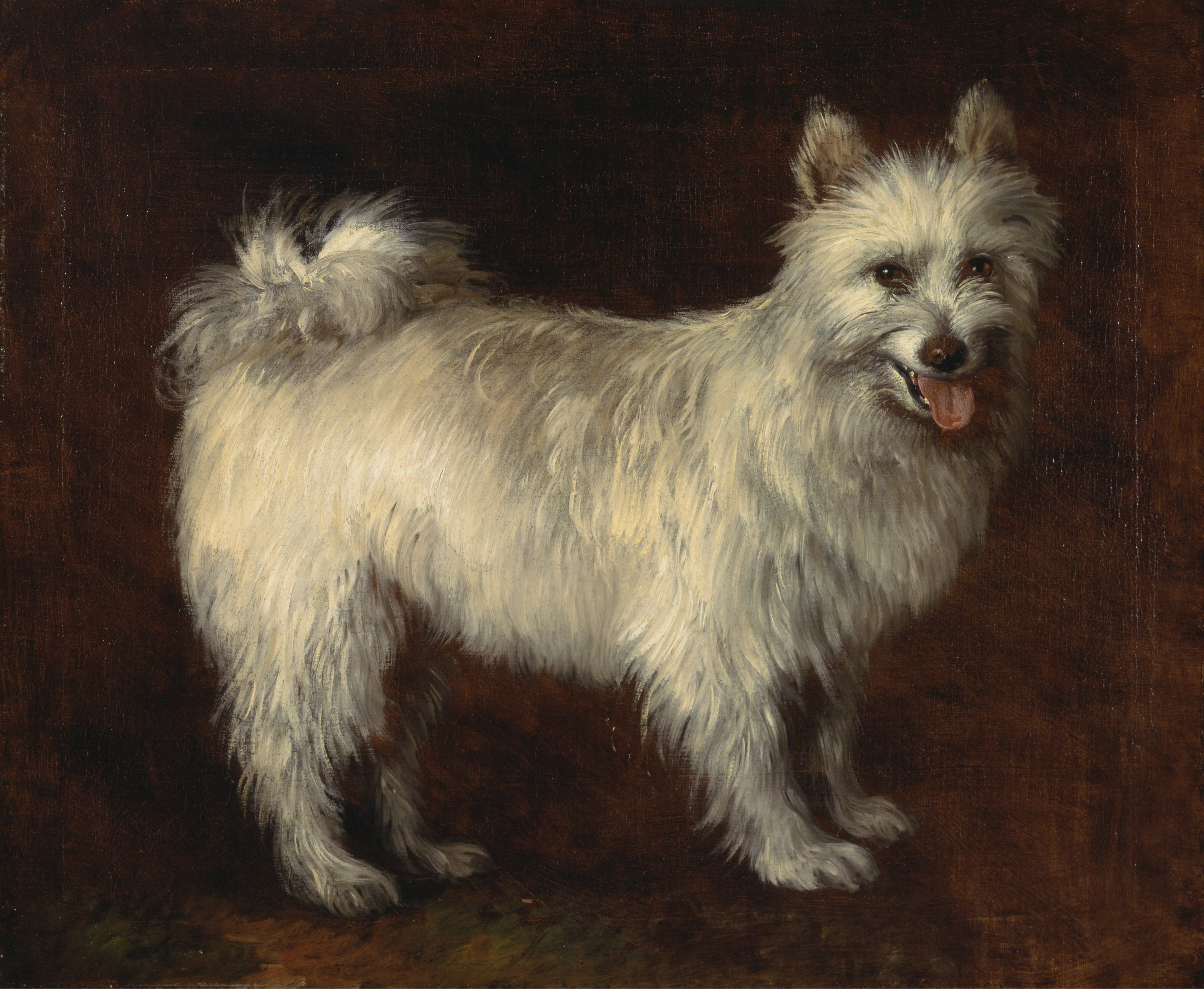
Spitz Dog, vers 1765
par Thomas Gainsborough
Centre d'art britannique de Yale.

L'origine exacte des spitz n'est pas connue. La plupart des chiens de type spitz proviennent de l'Arctique ou des régions est-asiatiques. Le type est décrit comme Canis pomeranus par Johann Friedrich Gmelin dans Systema naturae en 1788. Il n'existe aucune preuve archéologique d'une transition entre le loup et les chiens domestiques de type spitz. Des restes fossiles datés de cinq mille ans semblent montrer que les ancêtres des spitz seraient croisés avec des loups. Les études génétiques sur les races de chiens montrent que les spitz font partie du groupe le plus proche des loups : il s'agit peut-être du plus vieux type de chien.

## Races de chiens
Les chiens de type spitz appartiennent, avec ceux de type primitif, au groupe 5 de la classification de la Fédération Cynologique Internationale.
Ce groupe comprend 46 races, réparties en 7 sections, dont 36 races pour le type spitz, qui se répartissent en 5 sections suivant des  critères d'origine géographique et d'utilisation :
- Section 1 : chiens nordiques de traîneau (5 races)
- Section 2 : chiens nordiques de chasse (10 races)
- Section 3 : chiens nordiques de garde et de berger (6 races)
- Section 4 : spitz européens dont le spitz allemand (2 races)
- Section 5 : spitz asiatiques et apparentés (13 races)

La race spitz allemand est déclinée en cinq variétés suivant la taille : spitz-loup, grand spitz, spitz moyen, petit spitz et spitz nain (loulou de Poméranie).
De plus, deux races sont inscrites à titre provisoire : le laika de Iakoutie depuis 2019 et le chien de Bali-Kintamani depuis 2019.
| Nom de la race                                                  | Section   | Illustration |
| --------------------------------------------------------------- | --------- | ------------ |
| Malamute de l'Alaska                                            | section 1 |              |
| Samoyède                                                        | section 1 |              |
| Esquimau canadien                                               | section 1 |              |
| Chien du Groenland                                              | section 1 |              |
| Husky de Sibérie                                                | section 1 |              |
| Laika de Iakoutie (rattachement provisoire au type spitz)       | section 1 |              |
| Laïka de Sibérie occidentale                                    | section 2 |              |
| Laïka de Sibérie orientale                                      | section 2 |              |
| Laïka russo-européen                                            | section 2 |              |
| Chien norvégien de macareux                                     | section 2 |              |
| Chien d'élan norvégien gris                                     | section 2 |              |
| Chien d'élan norvégien noir                                     | section 2 |              |
| Chien d'élan suédois                                            | section 2 |              |
| Chien d'ours de Carélie                                         | section 2 |              |
| Spitz finlandais                                                | section 2 |              |
| Spitz de Norrbotten                                             | section 2 |              |
| Vallhund suédois                                                | section 3 |              |
| Lapphund suédois                                                | section 3 |              |
| Berger finnois de Laponie                                       | section 3 |              |
| Buhund norvégien                                                | section 3 |              |
| Chien de berger islandais                                       | section 3 |              |
| Chien finnois de Laponie                                        | section 3 |              |
| Grand spitz (variété du Spitz allemand)                         | section 4 |              |
| Spitz moyen (variété du Spitz allemand)                         | section 4 |              |
| Petit spitz (variété du Spitz allemand)                         | section 4 |              |
| Spitz nain ou loulou de Poméranie (variété du Spitz allemand)   | section 4 |              |
| Spitz-loup (variété du Spitz allemand)                          | section 4 |              |
| Volpino italien                                                 | section 4 |              |
| Chow-chow                                                       | section 5 |              |
| Eurasier                                                        | section 5 |              |
| Hokkaïdo                                                        | section 5 |              |
| Chien de Bali-Kintamani (rattachement provisoire au type spitz) | section 5 |              |
| Jindo coréen                                                    | section 5 |              |
| Kai                                                             | section 5 |              |
| Kishu                                                           | section 5 |              |
| Shiba                                                           | section 5 |              |
| Shikoku                                                         | section 5 |              |
| Akita                                                           | section 5 |              |
| Akita américain                                                 | section 5 |              |
| Bangkaew de Thaïlande                                           | section 5 |              |
| Spitz japonais                                                  | section 5 |              |

| Nom de la race                                         | Illustration |
| ------------------------------------------------------ | ------------ |
| Zerdava (section 2)                                    |              |
| Chien de traîneau Tchoukotka                           |              |
| Chien à queue de bob Hmong (section 5)                 |              |
| Chien Bắc Hà (section 5)                               |              |
| Chinook (section 1)                                    |              |
| Chien Ryukyu (section 5)                               |              |
| Spitz indien, chien proche du loulou de Poméranie (en) |              |